# الساندرو یاکوبوچی
الساندرو یاکوبوچی (انگلیسی: Alessandro Iacobucci؛ زادهٔ ۳ ژوئن ۱۹۹۱) بازیکن فوتبال اهل ایتالیا است.
از باشگاه‌هایی که در آن بازی کرده‌است می‌توان به باشگاه فوتبال اسپتزیا، باشگاه فوتبال پارما، باشگاه فوتبال ویرتوس انتلا، باشگاه فوتبال روبور سیه‌نا، و باشگاه فوتبال لاتینا اشاره کرد.
وی همچنین در تیم‌های ملی فوتبال زیر ۱۹ سال ایتالیا، زیر ۲۰ سال ایتالیا، و Italy under-21 Serie B representative team بازی کرده‌است.